# Markus Pieper

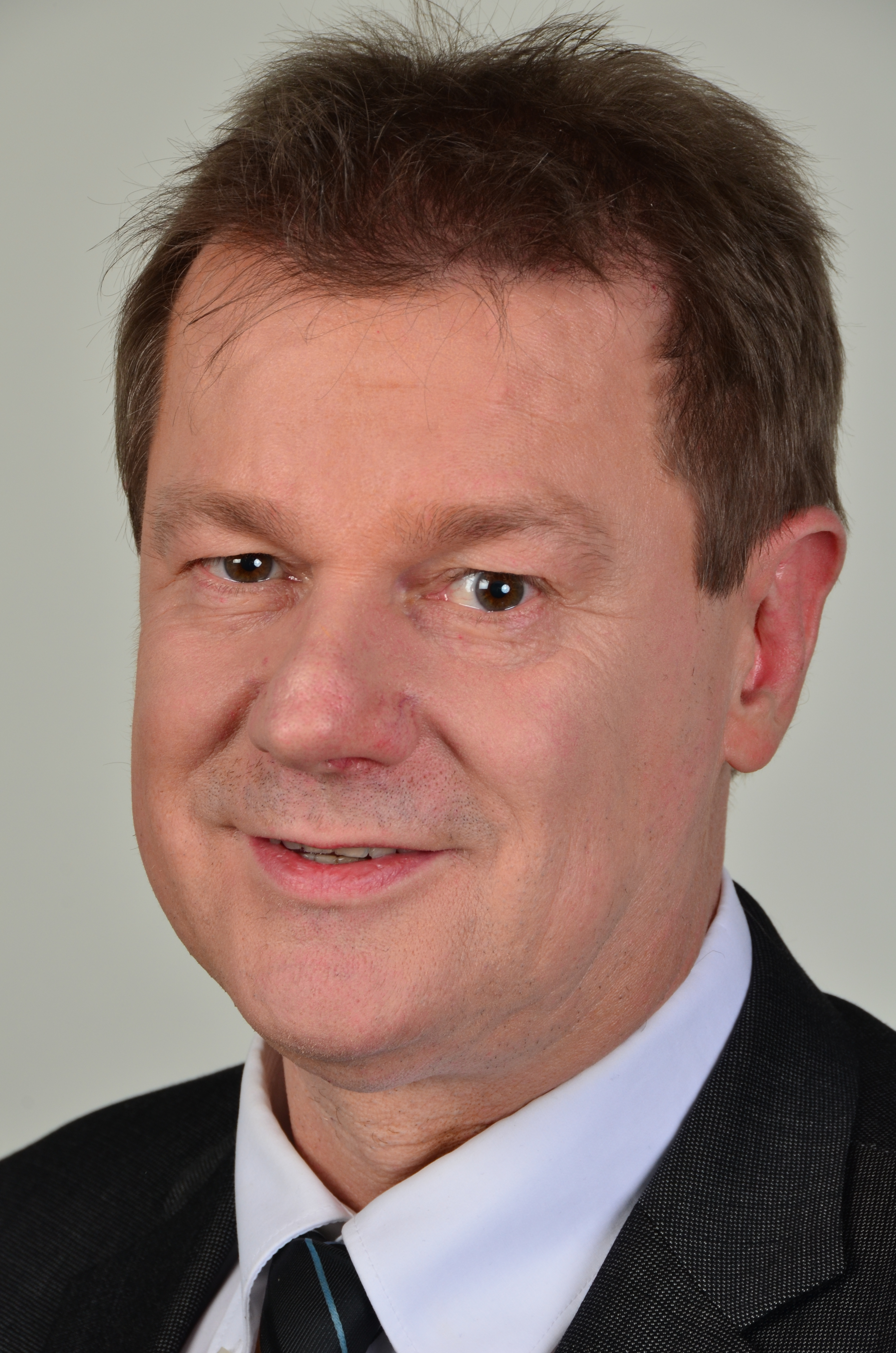
Markus Pieper, în februarie 2014

Markus Pieper este un om politic german, membru al Parlamentului European în perioada 2004-2009 din partea Germaniei.
1. 1 2  „Markus Pieper”, Gemeinsame Normdatei, accesat în 2 aprilie 2015
2. ↑  Deputații în Parlamentul European